# Letectvo Vietnamské lidové osvobozenecké armády
Letectvo Vietnamské lidové osvobozenecké armády (vietnamsky Không Quân Nhân Dân Việt Nam) jsou vzdušné síly Vietnamu a jedna ze tří hlavních složek jeho ozbrojených sil, podřízená ministerstvu obrany. Původně vzniklo jako letectvo Vietnamské demokratické republiky a po sjednocení Vietnamu v roce 1975 absorbovalo část sil Letectva Vietnamské republiky. Jeho hlavní funkcí je obrana vietnamského vzdušného prostoru a zajištění vzdušného krytí operacím pozemních sil. 

## Přehled letecké techniky
Tabulka obsahuje přehled letecké techniky letectva Vietnamské lidové armády v roce 2019 podle Flightglobal.com.
| Název                          | Fotografie     | Původ                   | Určení                                             | Verze           | Ve službě      | Poznámky             |                |
| Bojové letouny                 | Bojové letouny | Bojové letouny          | Bojové letouny                                     | Bojové letouny  | Bojové letouny | Bojové letouny       | Bojové letouny |
| ------------------------------ | -------------- | ----------------------- | -------------------------------------------------- | --------------- | -------------- | -------------------- | -------------- |
| Suchoj Su-17                   |                | Sovětský svaz           | stíhací bombardér/taktický bombardér               | Su-22           | 35             |                      |                |
| Suchoj Su-27                   |                | Sovětský svaz Rusko     | víceúčelový bojový letoun/dvoumístný bojový letoun | Su-27K/Su-27UBK | 16             |                      |                |
| Su-30                          |                | Rusko                   | víceúčelový bojový letoun                          | Su-30MK2V       | 36             |                      |                |
| Speciální letouny              |                |                         |                                                    |                 |                |                      |                |
| Antonov An-28                  |                | Sovětský svaz Polsko    | námořní hlídkový letoun                            | PZL M28 MPA     | 1              |                      |                |
| Dopravní a transportní letouny |                |                         |                                                    |                 |                |                      |                |
| Antonov An-26                  |                | Sovětský svaz Ukrajina  | dopravní/transportní letoun                        |                 | 30             |                      |                |
| CASA C-212 Aviocar             |                | Evropská unie Indonésie | dopravní/transportní letoun                        | IPTN NC-212i    | 2              | Objednán ještě 1 kus |                |
| CASA C-295                     |                | Evropská unie           | taktický transportní letoun                        |                 | 3              |                      |                |
| Vrtulníky                      |                |                         |                                                    |                 |                |                      |                |
| Bell UH-1 Iroquois             |                | USA                     | transportní/užitkový vrtulník                      | UH-1H           | 15             |                      |                |
| Kamov Ka-27                    |                | Sovětský svaz Rusko     | užitkový vrtulník                                  | Kamov Ka-32     | 2              |                      |                |
| Mil Mi-8/Mi-17                 |                | Sovětský svaz Rusko     | střední transportní/užitkový vrtulník              |                 | 87             |                      |                |
| Mil Mi-24                      |                | Sovětský svaz Rusko     | bitevní vrtulník                                   |                 | 25             |                      |                |
| Cvičná letadla                 |                |                         |                                                    |                 |                |                      |                |
| Aero L-39 Albatros             |                | Československo          | proudový cvičný letoun                             |                 | 28             |                      |                |
| Aero L-39 Skyfox               |                | Česko                   | proudový cvičný letoun                             |                 | 12             |                      |                |
| Jak-130                        |                | Rusko                   | proudový cvičný letoun                             |                 | 0              | +12                  |                |
| Guimbal Cabri G2               |                | Francie                 | cvičný vrtulník                                    |                 | 1              |                      |                |

## Galerie

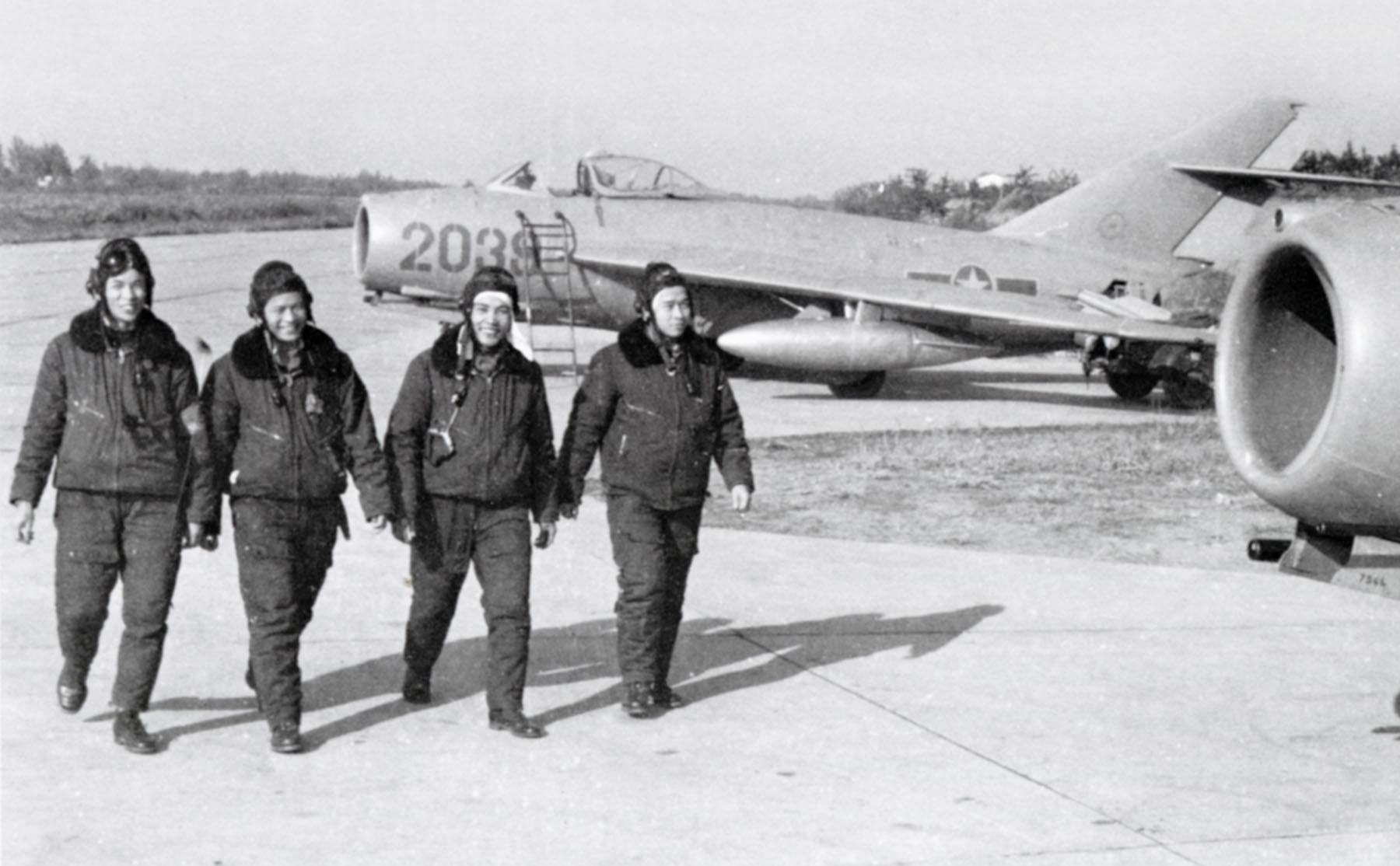
Severovietnamští piloti stíhaček MiG-17
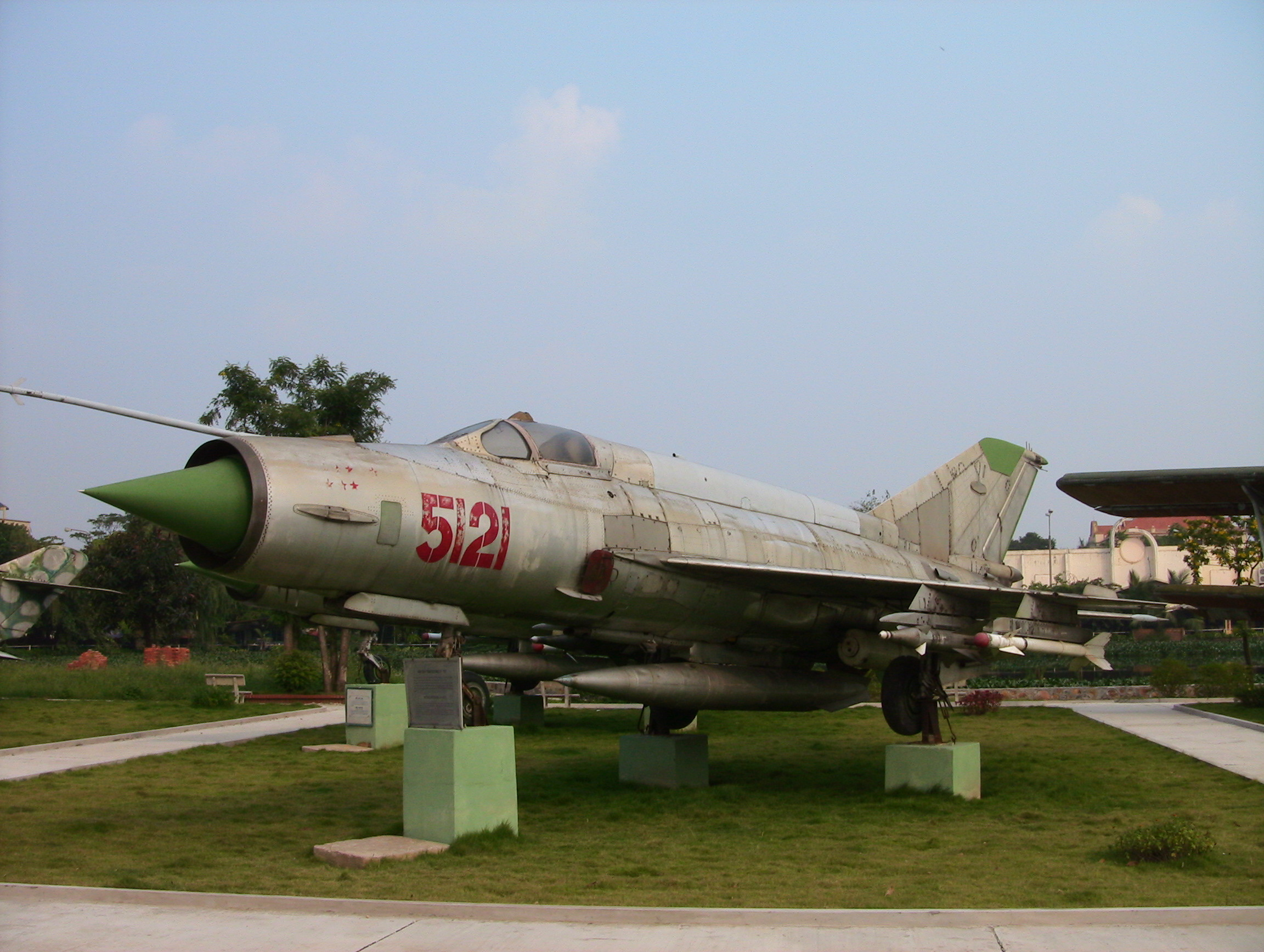
MiG-21 na památníku
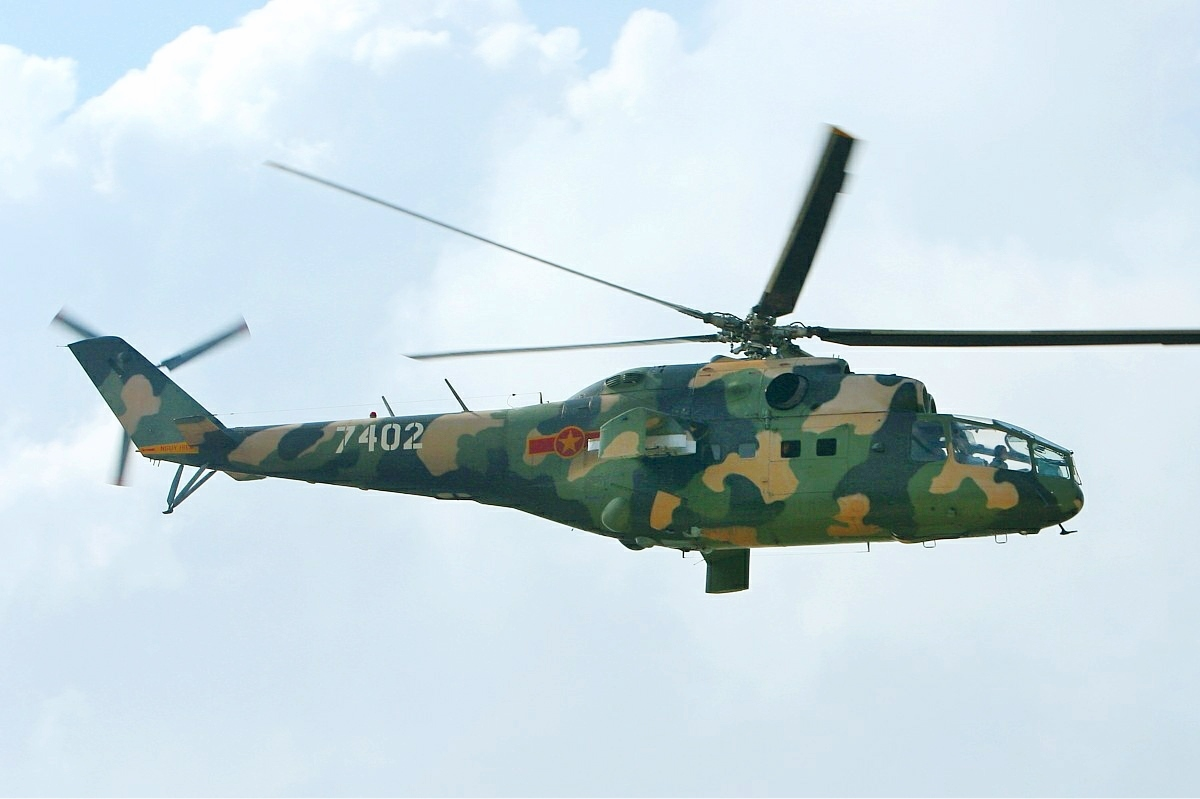
Vietnamský Mil Mi-24
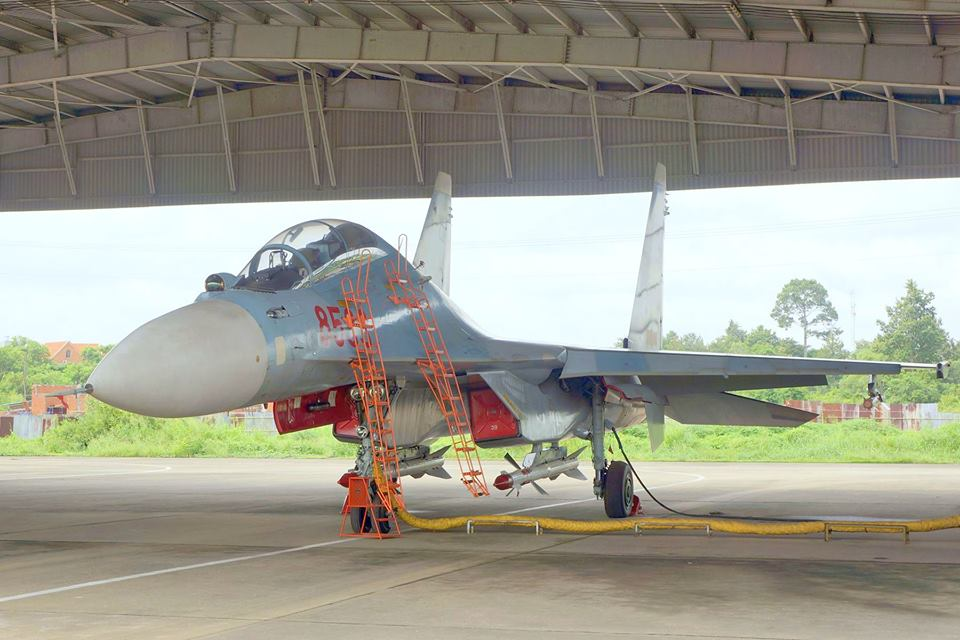
Stíhačka Su-30MK2